# Onthophagus penicillatus
Onthophagus penicillatus là một loài bọ cánh cứng trong họ Bọ hung (Scarabaeidae).